# Wijken en buurten in Zwijndrecht
De Nederlandse gemeente Zwijndrecht is voor statistische doeleinden onderverdeeld in wijken en buurten. De gemeente is verdeeld in de volgende statistische wijken:
- Wijk 01 Walburg (CBS-wijkcode:064201)
- Wijk 02 Centrum (CBS-wijkcode:064202)
- Wijk 03 Noord (CBS-wijkcode:064203)
- Wijk 04 Heer Oudelands Ambacht (CBS-wijkcode:064204)
- Wijk 05 Kort Ambacht (CBS-wijkcode:064205)
- Wijk 06 Nederhoven (CBS-wijkcode:064206)
- Wijk 07 Verspreide bebouwing (CBS-wijkcode:064207)
- Wijk 08 Bebouwde kom Heerjansdam (CBS-wijkcode:064208)
- Wijk 09 Landelijk gebied Heerjansdam (CBS-wijkcode:064209)

Een statistische wijk kan bestaan uit meerdere buurten. Onderstaande tabel geeft de buurtindeling met kentallen volgens het Centraal Bureau voor de Statistiek (2008):
| CBS-buurtcode | Buurtnaam                               | Inwonertal | Opp. totaal (ha) | Opp. land (ha) | Ligging                |
| ------------- | --------------------------------------- | ---------- | ---------------- | -------------- | ---------------------- |
| BU06420101    | Slagveld en Omgeving                    | 860        | 10               | 10             | Locatie in de gemeente |
| BU06420102    | Veerplein - Oostkeetshaven              | 300        | 30               | 5              | Locatie in de gemeente |
| BU06420103    | Drinkwaterbedrijf                       | 0          | 3                | 3              | Locatie in de gemeente |
| BU06420104    | Balkengat                               | 340        | 7                | 7              | Locatie in de gemeente |
| BU06420105    | Noordpark                               | 0          | 11               | 11             | Locatie in de gemeente |
| BU06420106    | Industriegebied Ringdijk                | 10         | 10               | 9              | Locatie in de gemeente |
| BU06420107    | Staatsliedenbuurt-Noord                 | 1120       | 21               | 21             | Locatie in de gemeente |
| BU06420108    | Europesebuurt                           | 1370       | 22               | 22             | Locatie in de gemeente |
| BU06420109    | Staatsliedenbuurt-Zuid                  | 1100       | 16               | 16             | Locatie in de gemeente |
| BU06420110    | Oud - en Gerbrandyplein                 | 690        | 3                | 3              | Locatie in de gemeente |
| BU06420111    | Winkelcentrum Walburg                   | 470        | 14               | 14             | Locatie in de gemeente |
| BU06420112    | De were en omgeving                     | 1660       | 28               | 28             | Locatie in de gemeente |
| BU06420113    | Lievershil en omgeving                  | 300        | 5                | 5              | Locatie in de gemeente |
| BU06420114    | Eem- en Zonnestein                      | 660        | 4                | 4              | Locatie in de gemeente |
| BU06420115    | Swanendrif-Zuid                         | 360        | 9                | 9              | Locatie in de gemeente |
| BU06420201    | Veerplein - De Werf                     | 300        | 2                | 2              | Locatie in de gemeente |
| BU06420202    | Euryza                                  | 0          | 2                | 2              | Locatie in de gemeente |
| BU06420203    | Westkeetshaven                          | 540        | 20               | 7              | Locatie in de gemeente |
| BU06420204    | Brugweg                                 | 0          | 7                | 7              | Locatie in de gemeente |
| BU06420205    | Corridor - Oost                         | 390        | 10               | 10             | Locatie in de gemeente |
| BU06420206    | Voormalig veilingterrein                | 940        | 11               | 11             | Locatie in de gemeente |
| BU06420207    | Burgemeester Doornplein en omgeving     | 510        | 8                | 8              | Locatie in de gemeente |
| BU06420208    | Prins Bernhardstraat en omgeving        | 780        | 12               | 12             | Locatie in de gemeente |
| BU06420209    | Juliandorp                              | 1250       | 23               | 23             | Locatie in de gemeente |
| BU06420301    | Industriegebied Develpoort              | 60         | 17               | 17             | Locatie in de gemeente |
| BU06420302    | Corridor-West                           | 340        | 9                | 9              | Locatie in de gemeente |
| BU06420303    | Schildersbuurt                          | 1340       | 16               | 16             | Locatie in de gemeente |
| BU06420304    | Sterrenbeeldenbuurt                     | 710        | 10               | 10             | Locatie in de gemeente |
| BU06420305    | Planetenbuurt                           | 860        | 8                | 8              | Locatie in de gemeente |
| BU06420306    | Begraafplaats Noord                     | 0          | 7                | 7              | Locatie in de gemeente |
| BU06420307    | Officiervliet-Oost                      | 430        | 11               | 11             | Locatie in de gemeente |
| BU06420308    | Officiervliet-West                      | 210        | 9                | 9              | Locatie in de gemeente |
| BU06420309    | Ter Steeghe                             | 0          | 21               | 21             | Locatie in de gemeente |
| BU06420310    | Pilotenbuurt                            | 780        | 10               | 10             | Locatie in de gemeente |
| BU06420311    | Langeraarstraat en omgeving             | 400        | 4                | 4              | Locatie in de gemeente |
| BU06420312    | Hoveniersplein - Griend                 | 540        | 7                | 7              | Locatie in de gemeente |
| BU06420313    | Prinsessenbuurt                         | 700        | 13               | 13             | Locatie in de gemeente |
| BU06420401    | De Hoge Devel                           | 0          | 18               | 18             | Locatie in de gemeente |
| BU06420402    | Componistenbuurt-Zuid                   | 1340       | 20               | 16             | Locatie in de gemeente |
| BU06420403    | Componistenbuurt-Midden                 | 1440       | 12               | 12             | Locatie in de gemeente |
| BU06420404    | Componistenbuurt-Noord                  | 1110       | 12               | 12             | Locatie in de gemeente |
| BU06420405    | Oudeland en Meubelmaker                 | 480        | 6                | 6              | Locatie in de gemeente |
| BU06420406    | Klarinetsingel en omgeving              | 1180       | 14               | 14             | Locatie in de gemeente |
| BU06420407    | Sonate en omgeving                      | 350        | 6                | 5              | Locatie in de gemeente |
| BU06420408    | De As                                   | 1000       | 18               | 17             | Locatie in de gemeente |
| BU06420409    | Park Molenvliet                         | 0          | 15               | 15             | Locatie in de gemeente |
| BU06420410    | Industriegebied Molenvliet              | 10         | 16               | 15             | Locatie in de gemeente |
| BU06420501    | Noordzijde De Hoge Devel                | 0          | 8                | 6              | Locatie in de gemeente |
| BU06420502    | Develsteincollege                       | 0          | 8                | 8              | Locatie in de gemeente |
| BU06420503    | Swinhove - De Lus                       | 290        | 11               | 11             | Locatie in de gemeente |
| BU06420504    | Kolonienbuurt                           | 590        | 10               | 10             | Locatie in de gemeente |
| BU06420505    | Meerdervoort                            | 530        | 12               | 12             | Locatie in de gemeente |
| BU06420506    | Dichtersbuurt-Midden                    | 530        | 7                | 7              | Locatie in de gemeente |
| BU06420507    | Dichtersbuurt-West                      | 630        | 10               | 10             | Locatie in de gemeente |
| BU06420508    | Verzetsheldenbuurt                      | 1020       | 20               | 20             | Locatie in de gemeente |
| BU06420509    | Kapiteinflats                           | 590        | 3                | 3              | Locatie in de gemeente |
| BU06420510    | Zeeheldenbuurt                          | 720        | 8                | 8              | Locatie in de gemeente |
| BU06420511    | Bloemenbuurt M(adelief) - Z(onnenbloem) | 650        | 7                | 7              | Locatie in de gemeente |
| BU06420512    | Bloemenbuurt D(ahlia) - G(eranium)      | 620        | 7                | 7              | Locatie in de gemeente |
| BU06420513    | Bloemenbuurt B(egonia) - C(rocus)       | 260        | 2                | 2              | Locatie in de gemeente |
| BU06420514    | Bloemenbuurt H(yacinth - L(Obelia)      | 590        | 13               | 13             | Locatie in de gemeente |
| BU06420515    | Bloemenbuurt A(kelei)                   | 60         | 6                | 6              | Locatie in de gemeente |
| BU06420601    | IJsvogelplein                           | 380        | 4                | 4              | Locatie in de gemeente |
| BU06420602    | Vogelbuurt-Oost                         | 990        | 13               | 13             | Locatie in de gemeente |
| BU06420603    | Ooievaar- en Vinkplein                  | 410        | 5                | 5              | Locatie in de gemeente |
| BU06420604    | Vogelbuurt-West                         | 820        | 12               | 12             | Locatie in de gemeente |
| BU06420605    | Leeuwerik- en Fazantplein               | 330        | 6                | 6              | Locatie in de gemeente |
| BU06420606    | Moermond-Zuid                           | 740        | 13               | 13             | Locatie in de gemeente |
| BU06420607    | Boshuizen - Rechteren                   | 560        | 7                | 7              | Locatie in de gemeente |
| BU06420608    | Assumburg - Lunenburg                   | 810        | 13               | 13             | Locatie in de gemeente |
| BU06420609    | Hilverbeek en omgeving                  | 950        | 19               | 18             | Locatie in de gemeente |
| BU06420610    | Develzijde Nederhoven                   | 180        | 16               | 13             | Locatie in de gemeente |
| BU06420701    | Industriegebied Groote Lindt            | 30         | 234              | 155            | Locatie in de gemeente |
| BU06420702    | De Geer-Oost                            | 20         | 23               | 22             | Locatie in de gemeente |
| BU06420703    | De Geer-West                            | 0          | 24               | 23             | Locatie in de gemeente |
| BU06420704    | Achterlindtsestraat                     | 40         | 9                | 9              | Locatie in de gemeente |
| BU06420705    | Kijfhoek                                | 90         | 300              | 264            | Locatie in de gemeente |
| BU06420706    | Emplacement 'Kijfhoek'                  | 0          | 75               | 72             | Locatie in de gemeente |
| BU06420707    | Groenesteeg - Langeweg                  | 40         | 91               | 91             | Locatie in de gemeente |
| BU06420708    | Bakestein                               | 20         | 73               | 73             | Locatie in de gemeente |
| BU06420801    | Molenweg-West                           | 290        | 17               | 9              | Locatie in de gemeente |
| BU06420802    | Dorp-Noordoost                          | 1320       | 18               | 18             | Locatie in de gemeente |
| BU06420803    | Dorp-Zuidoost                           | 810        | 17               | 17             | Locatie in de gemeente |
| BU06420804    | Dorp-Zuid                               | 860        | 12               | 12             | Locatie in de gemeente |
| BU06420805    | Bedrijventerrein Gors-Noord             | 50         | 5                | 5              | Locatie in de gemeente |
| BU06420901    | Emplacement Kijfhoek en Langeweg        | 30         | 94               | 91             | Locatie in de gemeente |
| BU06420902    | Sportcomplex 'De Molenwei'              | 20         | 49               | 40             | Locatie in de gemeente |
| BU06420903    | Polder Heerjansdam                      | 90         | 84               | 82             | Locatie in de gemeente |
| BU06420904    | Kleine Lindt Polder                     | 170        | 141              | 135            | Locatie in de gemeente |
| BU06420905    | Hooge Nespolder                         | 40         | 117              | 93             | Locatie in de gemeente |
| BU06420906    | Het Buitenland en omgeving              | 40         | 65               | 55             | Locatie in de gemeente |
| BU06420907    | Bedrijventerrein Gors-Zuid              | 0          | 20               | 15             | Locatie in de gemeente |